# Jugowice (stacja kolejowa)
Jugowice – przystanek osobowy, niegdyś stacja kolejowa w Jugowicach, w Polsce, w województwie dolnośląskim, w powiecie wałbrzyskim, w gminie Walim. Stacja została otwarta w dniu 1 października 1904 roku razem z linią kolejową z Świdnicy Przedmieścia do Jedliny Zdroju. Obecnie planowana jest adaptacja budynku na siedzibę gminnego ośrodka kultury.